# Austronecydalopsis iridipennis
Austronecydalopsis iridipennis är en skalbaggsart som först beskrevs av Leon Fairmaire och Germain 1864.  Austronecydalopsis iridipennis ingår i släktet Austronecydalopsis och familjen långhorningar. Inga underarter finns listade.